# 朱子埯
汝陰懷懿王朱子埯（1446年—1475年），明朝周藩唯一一代汝陰王，周簡王朱有爝的庶第十二子。

## 生平
景泰六年（1455年）九月，獲賜名子埯。天順元年（1457年）九月，封汝陰王。
成化十一年（1475年），朱子埯去世，享年三十歲，諡號懷懿。無子，汝陰王的封爵被廢除。
朱子埯在生前曾與叔父宜陽王朱有炥私自收納了自宮的閹人二十多人。成化十八年（1482年）事發後，周王朱子埅請求讓這些閹人留在本府供役，但並未獲許，閹人被有司送到京城。

## 家庭

### 妻
- 梁氏，西城兵馬副指揮梁俊女，天順五年（1461年）冊為汝陰王妃[5]